# Lord cancelliere di Scozia
Lord cancelliere di Scozia era un incarico attribuito ad un Grande ufficiale di Stato nella Scozia prima dell'emanazione dello Union Act del 1707.

## Storia
I detentori di questo incarico sono conosciuti dal 1123 in poi, ma le funzioni proprie della carica sono state occasionalmente assunte da un funzionario di rango più basso con il titolo di Lord custode del gran sigillo. Dal XV secolo, il cancelliere era stato normalmente un vescovo o un conte.
Con l'unione, il Lord custode del gran sigillo di Inghilterra divenne il primo Lord alto cancelliere di Gran Bretagna, ma James Ogilvy conte di Findlater continuò ad assumere la carica di lord cancelliere di Scozia fino al 1708. È stato rinominato nel 1713 ed ha preso l'incarico come Lord di sessione straordinaria fino alla sua morte nel 1730. Si è argomentato che l'ufficio è soltanto stato sospeso e potrebbe tornare attivo, anche se la rinascita sembra attualmente improbabile.

## Lista dei lord cancellieri di Scozia
- 1136–1141: William Comyn
- 1161/1162–1164: Enguerrand, vescovo di Glasgow
- ?-1178: Walter de Bidun, vescovo di Dunkeld
- 1188–1189: Roger de Beaumont, vescovo di Saint Andrews
- 1189–99: Hugh de Roxburgh, vescovo di Glasgow
- 1199–1202: William de Malveisi, vescovo di Glasgow
- 1203-1207: Florence d'Olanda, vescovo di Glasgow
- 1227-1229: Matthew lo Scozzese, vescovo di Aberdeen e Dunkeld
- 1231–1247: William de Bondington, vescovo di Glasgow
- 1247/1251–1252: Robert de Keldeleth, abate di Dunfermline
- 1255 (Feb–Sett): Gamelin, vescovo di Saint Andrews
- 1255–1257: Richard de Inverkeithing, vescovo di Dunkeld
- 1257-1273: William Wishart, vescovo di Glasgow
- 1273–1279: William Fraser, vescovo di Saint Andrews
- 1285-1291: Thomas Charteris, arcidiacono di Lothian
- 1291: Alan de San Edmund, vescovo di Caithness
- 1301–1305: Nicholas Balmyle, vescovo di Dunblane
- 1308–1328: Bernard, vescovo delle Isole
- 1328-1329/1330: Walter de Twynham, rettore di Glasgow
- 1329/1330-1335/1340: Adam de Moravia, vescovo di Brechin
- 1335/1340–1346: Sir Thomas Charteris
- 1349-1353: William Caldwell
- 1353–1370: Patrick de Leuchars, vescovo di Brechin
- 1370–1377: John de Carrick, vescovo di Dunkeld
- 1377–1390: John de Peebles, vescovo di Dunkeld
- 1422–1425: William de Lawedre, vescovo di Glasgow
- 1426–1439: John Cameron, vescovo di Glasgow
- 1439–1444: William Crichton, vescovo
- 1447–1453: William Crichton
- 1454–1456: William Sinclair, conte di Caithness
- 1460–1482: Andrew Stewart, signore di Avandale
- 1482–1483: John Laing, vescovo di Glasgow
- 1483–1488: Colin Campbell, conte di Argyll
- 1488 (Feb–Giu): William Elphinstone, vescovo di Aberdeen
- 1488–1492: Colin Campbell, conte di Argyll
- 1493–1497: Archibald Douglas, conte di Angus
- 1497–1501: George Gordon, conte di Huntly
- 1502–1504: James Stewart, duca di Ross
- 1510–1513: Alexander Stewart, arcivescovo di Saint Andrews
- 1513–1526: James Beaton, vescovo di Glasgow (successivamente vescovo di Saint Andrews)
- 1527–1528: Archibald Douglas, VI conte di Angus
- 1528–1543: Gavin Dunbar, vescovo di Glasgow
- 1543–1546: David Beaton, arcivescovo di St-Andrews
- 1546–1562: George Gordon, conte di Huntly
- 1563–1566: James Douglas, conte di Morton
- 1566–1567: George Gordon, conte di Huntly
- 1567–1573: James Douglas, conte di Morton
- 1573 (Gen–Sett): Archibald Campbell, conte di Argyll
- 1573–1578: John Lyon
- 1578–1579: John Stewart, conte di Atholl
- 1579–1584: Colin Campbell, conte di Argyll
- 1584–1585: James Stewart, conte di Arran
- 1586–1595: John Maitland
- 1599–1604: John Graham conte di Montrose
- 1604–1622: Alexander Seton, conte di Dunfermline
- 1622–1634: George Hay, conte di Kinnoull
- 1635–1638: John Spottiswoode, vescovo di Saint Andrews
- 1638–1641: James Hamilton, duca di Hamilton
- 1641–1660: John Campbell, conte di Loudoun
- 1660–1664: William Cunningham, conte di Glencairn
- 1664–1681: John Leslie, duca di Rothes
- 1682–1684: George Gordon, conte di Aberdeen
- 1684–1689: James Drummond, conte di Perth
- 1692–1696: John Hay, marchese di Tweeddale
- 1696–1702: Patrick Hume, conte di Marchmont
- 1702–1704: James Ogilvy, conte di Seafield
- 1704–1705: John Hay, marchese di Tweeddale
- 1705–1707: James Ogilvy, conte di Findlater